# Macapá
Macapá è una città del Brasile, capitale dello Stato dell'Amapá, parte della mesoregione di Sul do Amapá e della microregione di Macapá.
La città si trova alle porte della Foresta Amazzonica, sulla sponda settentrionale del Rio delle Amazzoni, vicino alla sua foce. Per via della sua collocazione, è l'unica capitale statale brasiliana che non ha collegamenti di terra con il resto del paese: l'unica strada che da Macapá conduce fuori dallo stato di Amapá è diretta verso la Guyana francese. Il territorio comunale è molto vasto (oltre 6400 km quadrati) e forma un'unica conurbazione con il limitrofo comune di Santana grazie al quale la popolazione totale dell'intera area metropolitana raggiunge i 500 000 abitanti.
Il territorio comunale è attraversato dall'equatore nella parte meridionale.

## Storia
Fondata nel 1544 dagli spagnoli con il nome di Adelantado de Nueva Andaluzia, assunse il nome attuale solo nel XVIII secolo. Macapá è il nome col quale i portoghesi chiamarono un frutto tipico di questa zona, che in lingua tupi era detto "macapaba" e che oggi è definito bacaba.

## Economia
L'attività mineraria rappresenta la principale voce dell'esportazione locale, con ferro e manganese come principali minerali estratti.
Tra le altre attività si segnalano la pesca, la lavorazione del cuoio, l'industria automobilistica e quella della gomma legata all'estrazione del caucciù.